# Craig Welch
Craig Welch (27 de setembre de 1948 - 18 de maig de 2020) va ser un animador canadenc. Va ser reconegut pels seus curtmetratges No Problem, que va ser nominada al Premi Genie al Millor curtmetratge d'animació als 14ns Premis Genie el 1993, i How Wings Are Attached to the Backs of Angels, que va guanyar diversos premis en festivals de cinema el 1996.
Welch, natural de Windsor, Ontario, oa ser propietari d'una llibreria independent a Oshawa durant uns quants anys abans de decidir-se a estudiar animació a Sheridan College, on va estrenar el seu primer curtmetratge, Disconnected, com a projecte estudiantil l'any 1988. Posteriorment es va unir al National Film Board of Canada, per a qui va fer No Problem (1992) i How Wings Are Attached to the Backs of Angels (1996).
El seu darrer curtmetratge, Welcome to Kentucky, es va estrenar el 2004, i va ser nominat al Premi Jutra al Millor Curtmetratge d'Animació als 7ns Premis Jutra l'any 2005. He then retired from the NFB and settled in Montreal, where he pursued painting. Després es va retirar de l'NFB i es va instal·lar a Montreal, on es va dedicar a la pintura. Li van diagnosticar malaltia d'Alzheimer.  a finals de la dècada de 2010 i va morir de COVID-19 a Montreal el 18 de maig de 2020 durant la pandèmia de COVID-19.